# 东北陆军讲武堂
东北陆军讲武堂，人稱奉天講武堂，與「天津講武堂」、「昆明講武堂」合稱中國三大「讲武堂」。奉天講武堂位于辽宁省沈阳市，清末民國初著名軍校，奉軍軍官的搖籃。
东北陆军讲武堂现存有部分青砖瓦房，在修复及改造后以东北陆军讲武堂旧址陈列馆名义对外免费开放。

## 沿革
1906年由清朝盛京将军赵尔巽创立於盛京奉天府，最初叫盛京讲武堂，又稱奉天讲武堂。1907年改为东三省讲武堂，清亡后一度停办。
1919年3月，张作霖將原東三省講武堂改為东三省陆军讲武堂，张作相任堂长，熙洽为教育长:92。第一期從1919年5月入學，1920年4月畢業，張學良為第一期畢業生:92。
1927年9月，张学良改其名为东北陆军讲武堂。1928年3月，改名为「陆军讲武堂」。
1928年9月，张学良下令将校址由小东边门迁移到东大营，并将东北陆军讲武堂本校改为东北讲武堂辽宁本校（现址沈阳地铁滂江街站西），并在黑龙江省和热河省设立分校。
“九一八”事变后，讲武堂停止招生，共11期学员。

## 旧址陈列馆
1949年新中国成立后，讲武堂旧址由沈阳中捷友谊厂使用，后转交由沈阳文物古迹保护研究中心管理。2008年，东北陆军讲武堂旧址被公布为沈阳市文物保护单位，2014年被公布为辽宁省文物保护单位。
2012年，沈阳市政府及相关部门启动东北陆军讲武堂旧址陈列馆建设工作，对遗存的房屋等设施进行修缮。修缮后的东北陆军讲武堂旧址陈列馆于2015年5月18日对外开放，陈列馆占地面积近4000平方米，展览面积近700平方米，以免费预约参观模式对公众开放。

## 负责人
- 正监督（俗稱「堂长」）
  - 张作相，1919年2月至1922年
  - 张作霖，1922年兼任
  - 张学良，1922年

- 副监督
  - 周濂

- 教育长
  - 熙洽，1919年2月至1922年4月
  - 萧其煊，1922年4月至1925年9月
  - 朱继先，1925年9月至1927年6月
  - 张厚琬，1927年6月至1930年12月
  - 王瑞华，1930年12月至1931年9月

- 战术教官
  - 郭松龄，1919年2月任

- 武術教官
  - 傅劍秋

## 著名学员
- 张学良
- 馮庸
- 孙烈臣
- 汤玉麟
- 張廷樞
- 崔连山

### 中共方面
- 万毅：开国中将
- 吕正操：开国上将。
- 宋学飞：开国少将
- 于权伸：开国少将
- 贾陶：开国少将
- 杨有山：开国少将
- 刘甦（1908—1986），原名刘金科。河北省景县人。1931年入东北陆军讲武堂。曾任东北军炮兵连长，朝阳抗日义勇军第一支队支队长。华北人民抗日联军第九路军二十八支队一团团长，八路军一二九师东进纵队第五支队一团团长、八路军一二九师新七旅第二十一团团长，冀鲁豫军区第五军分区副司令员，吉林军区吉南军分区参谋长，东北野战军独立第六师参谋长，第四野战军第四十三军第156师参谋长，四野南下工作团第三团团长。中南军区衡阳铁路局军运处处长，广州铁路局军运处处长，广州军区军事交通部副部长、广州军区军运部副部长。1955年开国大校。
- 赵龙韬
- 赵承金：开国少将
- 关靖寰（1903—1990），原名关文英。锡伯族。辽宁省沈阳市人。1927年入东北陆军讲武堂。曾任东北军第五十七军一一一师师部参谋、第三三三旅六六六团团长。1942年随百十一师起义。1943年加入中国共产党。历任八路军山东军区新一一一师三三三旅旅长、滨海支队参谋长，抗大第一分校教育长，东北挺进纵队参谋长，黑龙江军区参谋长、副司令员，东北军区整训第三师师长、独立一六九师师长。东北军区后勤部副部长兼参谋长，吉林省军区副司令员兼参谋长，吉林省水利厅厅长、林业厅厅长、省人大常委会副主任。1955年开国大校。
- 王效明：开国少将
- 彭景文（1905—1991），辽宁省抚顺市人。1931年入东北陆军讲武堂。曾任东北军第五十七军一一一师三三三旅六六六团营长、副团长。1942年脱离东北军。1943年加入中国共产党。历任八路军山东军区滨海支队副支队长兼第一团团长，东北挺进纵队第一支队支队长，东北民主联军第七纵队十九旅旅长，东北野战军第一纵队第三师师长、特种兵纵队炮兵第一师师长。任东北军区防空学校副校长，中央军委装甲兵炮兵主任，青海省建工局副局长，辽宁省机电设备成套局副局长。开国大校。
- 沙克：开国少将
- 封永顺：开国少将
- 张志毅：开国少将
- 赵东寰：开国少将
- 于淞江（1909—2002），山东省临淄县（今淄博市临淄区）人。1927年入东北陆军讲武堂。曾任东北边防军司令长官公署粮秣厂卫队队副、北平绥靖公署卫队队副。后离职回乡。1938年加入中国共产党。历任山东人民抗日游击队第三支队八团、第四支队四团参谋长，八路军山东纵队第一旅二团参谋长，淄博警备区参谋长，鲁中军区后方医院副院长，鲁中南军区军械处处长，尼山军分区参谋长。建国后，任淄博军分区副司令员。
- 李钟奇：开国少将
- 王作藩（1910-2003），辽宁省绥中县人。1931年入东北陆军讲武堂。曾任东北军第五十三军一三○师六九一团副营长。1937年脱离东北军。1938年加入中国共产党。历任冀中人民自卫军通讯营副营长，八路军晋察冀四分区第九大队参谋长、第五团副团长、军分区参谋长、军分区副司令，辽宁军区参谋长，东北民主联军驻朝鲜满浦办事处主任，东北野战军第一兵团副参谋长，东北军区后勤部运输部部长。建国后，任辽宁省军区副司令员，解放军总后勤部检察院检察长、后勤学院训练部副部长，解放军兽医大学副校长。1955年开国大校。
- 苏开元（1906—1965），原名苏凯原。黑龙江省青冈县人。1923年入东北陆军讲武堂。1938年加入中国共产党。曾任国民党第三集团军第十军三十师八十八团团长，东北边防军第十师十九旅副旅长，第三十五军七十三师四二○团、四三五团团长，第七集团军参谋处处长兼军政干部训练所所长，第十二战区司令长官部少将高参，华北剿总少将高参，长期从事党的地下工作。1949年1月参与策划北平起义。建国后，任北京市公安局第三处处长。
- 孙然（1910—1967），吉林省东丰县人。1927年入东北陆军讲武堂。曾任东北军第五十三军一一六师六四七团连长。1938年加入中国共产党。历任冀西抗日游击队供应处处长。1938年初冀西游击总队北上先遣支队司令员，率领部队先后在冀中十分区及平西开展游击活动，参加房（山）、涿（州）、涞（水）、易（县）抗日根据地的开辟工作。1939年5月冀中民军和八路军第一二〇师特务团等部被合编为冀中民众抗日自卫军任第二总队长。五一大扫荡时任冀中九分区参谋长。抗大二分校队长。吉林西安（今辽源）军分区副司令员兼参谋长，东北民主联军总后勤部参谋长，东北财经委员会工矿处副处长，鸡西矿务局局长。东北人民政府煤矿管理局副局长、局长，中央燃料工业部煤矿管理总局局长。开滦管理处副主任、主任；河北省煤炭工业管理局局长。
- 丁溪野（1903—1968），回族。辽宁省本溪县人。1929年入东北陆军讲武堂。曾任东北军独立第七旅排长。“九一八”事变后，脱离东北军，从事抗日救亡运动。1943年加入中国共产党。历任冀中回民教导总队政治部民运干事，河北沧县抗日民主政府县长，冀鲁边回民救国总会宣传部部长兼第二分会主任，热河省回民联合会会长，东北回民联合会文教部部长，哈尔滨实业公司经理部部长。建国后，任哈尔滨建设局工程处处长、一一二工程大队政委。
- 于文清（1900—1969），字焕章。吉林省辽源县前进村（今属双辽市）人。1923年入东北陆军讲武堂。1945年加入中国共产党。曾任东北军团长、骑兵第二师参谋长，江苏省第八区专员兼保安司令，第五十七军一一一师三三三旅副旅长等职。1942年参加百十一师起义。历任新一一一师参谋长，八路军山东军区高级参谋，东北洮辽支队司令员，辽北军区第一军分区司令员，辽西行署（辽吉行政公署）副主任，辽北省政府临时参议会议长、荣誉军人管理委员会主任委员。建国后，任大连工学院总务处处长。
- 康博缨（1908—2000），原名康鸿泰。满族。辽宁省凤城县人。1926年考入东北陆军讲武堂。1936年加入中国共产党。历任东北军第一○五师第三旅八团团长，国民党第十军团军官教导总队副总队长，第六十九军军官教导队队长。1940年与党组织失去联系。后任国民党第六十九军副参谋长，第十一战区司令长官部、第九兵团少将高参。1949年9月参加了绥远起义。任解放军第十九兵团副参谋长，解放军第一步兵学校副校长，甘肃省参事室副主任。1984年重新加入中国共产党。
- 王再天
- 罗广智（1907—1938），辽宁省辽阳县岳家堡村（今属灯塔市）人。1929年入东北陆军讲武堂。历任东北军学兵队分队长兼教官，东北武装同志抗日救亡先锋队第一支队第二大队五中队中队长，东北军第五十一军一一四师三四二旅六八四团三营七连连长、一营副营长。1937年加入中国共产党。1938年2月在安徽凤阳县临淮关与日军作战时牺牲。
- 王溥（1908—1940），原名王彦东。辽宁省兴城县人。1925年被选送到东北陆军讲武堂。曾任东北陆军讲武堂军官教导队连长、教官。“九一八”事变后，因时局所迫，随马占山暂降日军，任河北滦县伪军中校督导长，保定伪军第三纵队区队长。1938年8月率部起义。1939年加入中国共产党。任八路军晋察冀军区游击军司令员。1940年11月在河北曲阳县张家峪战斗中牺牲。
- 白乙化
- 杜长龄（1902—1941），字鹤年。辽宁省辽阳县人。1922年入东北陆军讲武堂。曾任东北陆军讲武堂教务主任，北平军分会第一处(参谋处)第一科科长，东北军第六十七军特务大队大队长。1933年加入中国共产党。因组织廊坊起义而遭通缉。转赴新疆后，任工程处处长，孚远县县长。1941年8月被新疆军阀盛世才秘密杀害。
- 常恩多
- 马本斋
- 黄显声
- 萧军
- 方未艾